# Psychocampa prominens
Psychocampa prominens is een vlinder uit de familie van de Mimallonidae. De wetenschappelijke naam van de soort is voor het eerst geldig gepubliceerd in 1910 door Schaus.